# Harry Lennix
Harry Joseph Lennix III est un acteur américain né le 16 novembre 1964 à Chicago dans l'Illinois, principalement connu pour son rôle d'Harold Cooper dans la série Blacklist.

## Filmographie

### Cinéma
- 1989 : Opération Crépuscule (The Package) d'Andrew Davis : Soldat
- 1991 : The Five Heartbeats : Dresser
- 1992 : Mo' Money : Tom Dilton
- 1992 : Bob Roberts : Franklin Dockett
- 1994 : Un ange gardien pour Tess : Kenny Young
- 1995 : Clockers de Spike Lee : Bill Walker
- 1996 : Get on the Bus : Randall
- 1997 : Chicago Cab (aussi Hellcab) : Irate Boyfriend
- 1999 : Titus : Aaron
- 2002 : Pumpkin : Robert Meary
- 2002 : Dommage collatéral (Collateral Damage) d'Andrew Davis : Dray
- 2003 : La Couleur du mensonge : Mr. Silk
- 2003 : Matrix Reloaded : Commandant Lock
- 2003 : Matrix Revolutions : Commandant Lock
- 2004 : Chrystal : Kalid
- 2004 : Barbershop 2 : Quentin Leroux
- 2004 : Suspect Zero : Rich Charleton
- 2004 : Ray de Taylor Hackford : Joe Adams
- 2006 : Sharif Don't Like It : Tom
- 2007 : Steppin' : Nate
- 2007 : Renaissance d'un champion : Bob Satterfield, Jr.
- 2007 : Across the Universe : Army Sergeant
- 2009 : Jeux de pouvoir (State of Play) de Kevin Macdonald : détective Donald Bell
- 2010 : Mr. Sophistication : Ron Waters
- 2012 : A Beautiful Soul : Jeff Freeze
- 2012 : Evidence d'Olatunde Osunsanmi : Ben
- 2013 : Man of Steel de Zack Snyder : le lieutenant général Swanwick
- 2013 : Sunny and RayRay de Del Weston : Lenotti
- 2013 : Mr. Sophistication de Danny Green : Ron Waters
- 2014 : Cruel Will d'Arthur Romeo : Dr. Frances
- 2014 : Cru d'Alton Glass : Diego Glass
- 2015 : H4 de Paul Quinn : Henri IV
- 2015 : Chi-Raq de Spike Lee : Commissaire Blades
- 2016 : Batman v Superman : L'Aube de la justice de Zack Snyder : le ministre de la Défense Swanwick
- 2016 : Timeless d'Alexander Tuschinski : Johnson
- 2016 : Needlestick de Steven Karageanes et Patrick Baca : Ray LeGro
- 2017 : Revival! de Danny Green : Pilate
- 2017 : Grey Streets de Nicholas Casucci : Cardinal Ford
- 2021 : Zack Snyder's Justice League : le ministre de la Défense Swanwick / Martian Manhunter

### Télévision

#### Séries télévisées
- 1995-1996 : The Client (en) : Daniel Holbrook (3 épisodes)
- 1996 : The Parent 'Hood (en) : Rutledge
- 1996-1997 : Murder One : Mr. Parnell / David Bronson
- 1997 : Urgences (E.R.) : Dr Greg Fischer (6 épisodes)
- 1997 : Living Single (en) : Clayton Simmons
- 1997-1998 : Diagnostic : Meurtre : Agent Ron Wagner (6 épisodes)
- 1998 : Ally McBeal : Ballard
- 1998 : Any Day Now (en) : Garrett
- 1998-2003 : The Practice : Bobby Donnell et Associés : Asst. Attorney General Parker / Atty. For Dr Cloves
- 1999 : JAG : Agent John Nichols
- 2003 : FBI : Opérations secrètes (The Handler) : DEA Handler
- 2004 : Century City : Attorney Attwell
- 2004 : Second Time Around (en) : Dr Oakes
- 2005 : Dr House : John Henry Giles (saison 1 épisode 9 : "Vivre ou laisser mourir")
- 2005-2006 : Commander in Chief : Jim Gardner (19 épisodes)
- 2006 : La Légende des super-héros : Dr Mar Londo (voix)
- 2007 : 24 heures chrono : Walid Al-Rezani (6 épisodes)
- 2008 : Little Britain USA : Président des États-Unis (4 épisodes)
- 2009-2010 : Dollhouse : Boyd Langton (27 épisodes)
- 2011 : Los Angeles, police judiciaire (Law and Order: Los Angeles) : Agent Bossy
- 2013 : Dr Emily Owens (Emily Owens, M.D.) : Tim Dupre (6 épisodes)
- 2013 : Always Night : Roger Banks
- 2013 : Quick Draw : Sherrif Love
- 2013-2023 : Blacklist : Harold Cooper
- 2016 : Billions : Frank Sacher

#### Téléfilms
- 1989 : A Mother's Courage: The Mary Thomas Story : Nero
- 1992 : Le droit d'aimer (In the Best Interest of the Children) : Tim Coffey
- 1994 : Vanishing Son II : André Laine
- 1995 : Vanishing Son IV : André Laine
- 1995 : Nothing But the Truth : Det. Vernon Jones
- 1997 : Amitié dangereuse (Friends 'Til The End) : Professeur Gunderson
- 1997 : Too Close to Home : Prosecuting Attorney
- 1998 : Since You've Been Gone : Jordan Cardozo
- 2002 : Keep the Faith, Baby : Adam Clayton Powell Jr.
- 2011 : Hound Dogs : Skip
- 2015 : Dans la classe de mon fils (Back to School Mom) : Lawrence Riley

## Voix françaises
| - Thierry Desroses dans : - Matrix Revolutions - Matrix Reloaded - Commander in Chief (série télévisée) - Little Britain USA (série télévisée) - Dr Emily Owens (série télévisée) - Jeux de pouvoir - 24 heures chrono (série télévisée) - Los Angeles, police judiciaire (série télévisée) - Blacklist (série télévisée) - Billions (série télévisée) - The Blacklist: Redemption (série télévisée) - Insecure (série télévisée) | - Daniel Lobé dans : - Man of Steel - Batman v Superman : L'Aube de la Justice - Zack Snyder's Justice League - Bruno Dubernat (*1962 - 2022) dans: - Dommage Collatéral - Barbershop 2 - Frantz Confiac dans : - Urgences (série télévisée) - Dollhouse (série télévisée) et aussi - Marc Alfos (*1956 - 2012) dans The Five Heartbeats (en) - Patrick Guillemin (*1950 - 2011) dans Mo' Money - Jean-Luc Kayser dans Diagnostic meurtre (série télévisée) - Philippe Dumond dans Titus - Lionel Henry dans Ally McBeal (série télévisée) - Richard Darbois dans Dr House (série télévisée) |